# Kitty Wilkinson
Catherine Wilkinson (1786 - 11 novembre 1860,,), connue sous le surnom de Sainte des quartiers pauvres, est une migrante irlandaise, « femme d'ouvrier », pionnière de la politique d’hygiène publique. En 1832, lors d'une épidémie de choléra, elle possède le seul réchaud à eau de son quartier, et elle invite ceux qui avaient des vêtements ou du linge infectés à l'utiliser, sauvant ainsi de nombreuses vies. Cela devient le premier lavoir public de Liverpool. Dix ans plus tard, grâce à des fonds publics, ses efforts aboutissent à l'ouverture d'un lavoir et de bains publics combinés, le premier au Royaume-Uni.

## Biographie
Kitty Wilkinson est née Catherine Seaward dans le comté de Londonderry, en Irlande ; à l'âge de neuf ans, elle arrive à Liverpool avec ses parents, mais leur navire s'échoue dans la Mersey, et son père et sa sœur cadette se noient. À douze ans, elle travaille dans une filature de coton à Caton, dans le Lancashire, où elle est apprentie sous contrat. À 20 ans, elle quitte l'usine et retourne vivre avec sa mère à Liverpool, où elles sont toutes les deux employées de maison. Peu de temps après, elle épouse un marin français, Emanuel Demontee ; sa mère continue à vivre avec elle. Après les naissances de deux enfants, son mari meurt noyé en mer, et elle reprend un travail de domestique. Mais peu de temps après, après avoir reçu une machine mangle, elle s'installe comme blanchisseuse. En 1823, elle épouse Tom Wilkinson, un porteur dans un entrepôt, et ils vivent dans une maison louée de la rue Denison.

## Croisade hygiénique
En 1832, une épidémie de choléra éclate à Liverpool, dans le cadre de la pandémie de choléra de 1826-1837. Wilkinson prend l'initiative d'offrir l'utilisation de sa chaudière, de sa maison et de sa cour aux voisins pour laver leurs vêtements, au prix de 1 centime par semaine, et elle leur montre comment utiliser le chlorure de chaux pour les nettoyer. L'ébullition permet de tuer la bactérie du choléra. Une fois que ces activités sont portées à leur attention, Wilkinson est soutenue par la District Provident Society et par William Rathbone . Convaincue de l'importance de la propreté dans la lutte contre les maladies, elle pousse à la création de bains publics où les pauvres pourraient se baigner. En 1842, des bains publics et un lavoir combinés sont ouverts sur Upper Fredrick Street à Liverpool, et en 1846, Wilkinson est nommée surintendante des bains publics.

## Reconnaissance et mémoire
(septembre 2021).

En 1846, le maire de la ville offre à Wilkinson une théière en argent de la part de la reine Victoria, gravée avec le texte suivant : « The Queen, the Queen Dowager, and the Ladies of Liverpool to Catherine Wilkinson, 1846. ». Wilkinson meurt à Liverpool; elle est enterrée au St. James Cemetery ; sa tombe porte l'inscription suivante : 

« CATHERINE WILKINSON. Died 11 November 1860, aged 73. Indefatigable and self-denying She was the Widow's friend. The support of the Orphan. The fearless and unwearied nurse of the sick. The originator of Baths and Wash-houses for the poor. 'For all they did cast in of their abundance; but she of her want did cast in all that she had, even all her living.' St. Mark, 12th Chapter, 44th Verse. »

En 2012, une statue en marbre de Kitty Wilkinson est dévoilée à St George's Hall.
En 2018, elle est honorée à Everton à Kitty's Laundrette,,,,,, un lavoir à but non lucratif au service de la communauté, qui porte son nom.
En mai 2017, les étudiants de l'Université de Liverpool votent pour changer l'un des noms des chambres du bâtiment de la Liverpool Guild. Après 1 400 votes, il a été choisi de renommer la salle Kitty Wilkinson Room.

## Biographies
En 1910, The Life of Kitty Wilkinson est publiée par Winifred Rathbone; le livre donne une histoire plus précise de sa vie que celle précédemment disponible dans Catherine of Liverpool dans Chambers' Miscellany. 
En 2000, une biographie plus complète, The Life of Kitty Wilkinson, a été écrite par l'auteur et historien de Liverpool, Michael Kelly. Kelly participe également à un court documentaire sur la vie de Wilkinson, produit par un groupe d'étudiants de l'université Edge Hill en 2014, avec le titre Kitty : The Saint of the Slums.[réf. nécessaire]

## Sources
- Arthur Ashpitel, Observations on baths and wash-houses, 1851, 2–14 p. (OCLC 501833155, JSTOR 60239734)
- Herbert R. Rathbone, Memoir of Kitty Wilkinson of Liverpool, 1786–1860: with a short account of Thomas Wilkinson, her husband, H. Young & Sons, 1927
- Michael Kelly, The Life of Kitty Wilkinson, 2000 (lire en ligne)